# 伊莉莎白敦 (印地安納州)
伊莉莎白敦（英語：Elizabethtown）是位於美國印地安納州巴塞洛繆縣的一個城鎮。

## 地理
伊莉莎白敦的座標為39°08′05″N 85°48′45″W / 39.1347°N 85.8125°W，而該地最高點為海拔高度195米（即640英尺）。

## 人口
根據2010年美國人口普查的數據，伊莉莎白敦的面積為0.68平方千米，皆為陸域。當地共有人口504人，而人口密度為每平方千米741人。